# Michael Chopra
Rocky Michael Chopra (ur. 23 grudnia 1983 w Newcastle upon Tyne) – angielski piłkarz pochodzący z Indii występujący na pozycji napastnika w Blackpool.
Jest jedynym graczem mającym indyjskie korzenie, który grał kiedykolwiek w Premier League.

## Kariera klubowa
Swoją karierę piłkarską Chopra rozpoczynał w zespole Newcastle United. Od 1993 roku grał w drużynach juniorskich klubu i później w rezerwach. W 2002 roku włączony został do pierwszego składu. Zadebiutował w nim 6 listopada w meczu Pucharu Ligi z Evertonem. Pięć dni później pierwszy raz zagrał w pucharach europejskich.
25 marca został wypożyczony do Watfordu. Zadebiutował tam w meczu z Sheffield Wednesday (2:2). 5 kwietnia w wygranym 7:4 wyjazdowym meczu z Burnley Chopra zdobył cztery bramki. Do kwietnia w zespole Watfordu zagrał pięć razy, po czym powrócił do Newcastle.
11 maja 2003 roku w zremisowanym 2:2 meczu z West Bromwich Albion zadebiutował w Premier League. W pierwszej części sezonu 2003/2004 Chopra występował rzadko. W lutym wypożyczono więc go do zespołu Nottingham Forest, gdzie w ciągu miesiąca zagrał pięciokrotnie.
Anglik dalej nie był podstawowym zawodnikiem Newcastle United i pod koniec sierpnia 2004 roku został wypożyczony na cały sezon do Barnsley. Był tam podstawowym graczem; wystąpił w 39 meczach Football League One, w których strzelił 17 bramek. Zdobył również dwa hat-tricki. Po powrocie do Newcastle grał tam jeszcze przez jeden sezon i 16 czerwca 2006 roku kupiło go Cardiff City.
W nowym klubie pierwszy raz zagrał 5 sierpnia w meczu z Barnsley. Tydzień później w spotkaniu z Coventry City strzelił pierwszą bramkę. Od początku był podstawowym graczem Cardiff City. W całym sezonie zagrał 42 razy oraz zdobył 22 gole, w tym jednego hat-tricka.
Po sezonie 2006/2007 za kwotę 5 milionów funtów przeszedł do Sunderlandu. W klubie tym zadebiutował 11 sierpnia 2007 roku w meczu z Tottenhamem Hotspur. Zdobył wówczas również bramkę. W całym sezonie 2007/2008 zagrał ponad 30 razy i strzelił osiem bramek.
W listopadzie 2008 roku został wypożyczony do Cardiff City. Grał tam przez dwa miesiące i w tym czasie zdobył 5 goli w jedenastu ligowych meczach. Miesiąc po powrocie do Sunderlandu Chopra ponownie występował w Cardiff. Do końca sezonu wystąpił w 16 meczach i strzelił cztery bramki. Po dwóch wypożyczeniach, na początku lipca klub ten postanowił kupić Anglika na stałe. Kwota transferu wynosiła 4 miliony funtów. W pierwszych dziesięciu meczach sezonu Chopra zdobył jedenaście goli i prowadził w klasyfikacji najlepszych strzelców Football League Championship. 29 września w wygranym 6:1 meczu z Derby County zdobył cztery gole. W kwietniu 2010 roku został wybrany do najlepszej jedenastki sezonu w lidze według PFA.
9 czerwca 2011 roku podpisał trzyletni kontrakt z Ipswich Town.
W maju 2013 roku dowiedział się, że może opuscić Ipswich za darmo, 25 lipca 2013 roku podpisał jednoroczny kontrakt z Blackpool.

## Kariera reprezentacyjna
W 2002 roku Chopra zagrał w jednym meczu reprezentacji Anglii U-21, w którym zdobył także bramkę. Piłkarz z powodu swojego pochodzenia może występować w seniorskiej reprezentacji Indii.